# Jan Hartmann
Jan Hartmann (* 24. Oktober 1980 in Kaltenkirchen) ist ein deutscher Schauspieler.

## Leben
Jan Hartmann hatte seinen ersten Auftritt als Schauspieler in der Musicalproduktion Buddy in Hamburg. Zu dieser Zeit nahm er Gesangsunterricht bei Alvin Le Bass. Von 1999 bis 2001 spielte er in der RTL-Seifenoper Gute Zeiten, schlechte Zeiten die Rolle des Christopher „Chris“ Bohlstädt. Daneben nahm er Schauspielunterricht bei Heidelotte Diehl und Henriette Gonnermann in Berlin.
2004 verkörperte er in der Seifenoper Verbotene Liebe die Rolle des Carsten Seitz. Im selben Jahr begann er mit der Darstellung des Luca Nissen in der ARD-Krankenhausserie St. Angela, den er bis zur letzten Folge der Serie im März 2005 spielte. Anschließend nahm er als Nachrück-Kandidat für Frédéric von Anhalt an der ProSieben-Show Die Burg – Prominent im Kettenhemd teil. Ab dem Jahr 2006 war er in der Kinderserie Schloss Einstein als Referendar Mark Lachmann sowie in der ARD-Telenovela Rote Rosen als Marc Treskow zu sehen. In beiden Serien wirkte er bis 2008 mit.
Vom 2. März 2009 bis zum 24. Februar 2010 war Hartmann als männlicher Hauptdarsteller in der ZDF-Telenovela Alisa – Folge deinem Herzen in der Rolle Christian Castellhoff zu sehen. Die weibliche Hauptrolle an seiner Seite übernahm Theresa Scholze. Vom 4. April 2011 (Folge 1) bis zum 13. März 2012 (Folge 231) war er in der ersten Medical-Daily des ZDF Herzflimmern – Liebe zum Leben (ehemals: Herzflimmern – Die Klinik am See) in der Rolle des Dr. Stefan Jung (LOA) zu sehen.
Von September 2014 bis Juli 2015 spielte er in der Serie Sturm der Liebe als Hauptdarsteller der zehnten Staffel den Küchenchef Niklas Stahl. Seit Ende 2016 führt Jan Hartmann, gemeinsam mit seiner Frau Julia, den Blog „echtHartmann“. Beide sind Eltern eines Sohnes (* 2015) und einer Tochter (* 2018).
Nach diversen Gastauftritten wurde Jan Hartmann 2017 fester Hauptcast des Traumschiff-Ablegers Kreuzfahrt ins Glück, wo er in der Rolle des Tom Cramer jedes Jahr für zwei Filme vor der Kamera steht.
2019 nahm er an der Seite der Profitänzerin Renata Lusin an der 12. Staffel der Tanzshow Let’s Dance teil und schied in der ersten Runde aus.
Hartmann lebt mit seiner Frau Julia und ihren beiden gemeinsamen Kindern in Regensburg.

## Filmografie (Auswahl)
- 1999–2001: Gute Zeiten, schlechte Zeiten
- 2003–2004: Bravo TV (in der BRAVO Story)
- 2004: Verbotene Liebe
- 2004–2005: St. Angela
- 2005: Die Burg – Prominent im Kettenhemd (nachnominierter Kandidat in der ProSieben-Reality-Show)
- 2005: Nachtasyl
- 2005–2006: Eine Liebe am Gardasee
- 2006–2009: Schloss Einstein
- 2006–2008: Rote Rosen
- 2008: Unser Charly – Charly und die alte Mühle
- 2008: Das Traumschiff – Papua-Neuguinea
- 2009: Unsere Farm in Irland 4 – Eifersucht
- 2009: Crashpoint – 90 Minuten bis zum Absturz
- 2009–2010: Alisa – Folge deinem Herzen
- 2010: Unser Charly
- 2010: Küstenwache
- 2010: Rosamunde Pilcher – Lords lügen nicht
- 2010: Das Traumschiff – Panama
- 2010: Kreuzfahrt ins Glück – Hochzeitsreise nach Sevilla
- 2011–2012: Herzflimmern – Die Klinik am See
- 2012: Inga Lindström: Die Sache mit der Liebe
- 2012: Rosamunde Pilcher: Die falsche Nonne
- 2013: Kreuzfahrt ins Glück – Hochzeitsreise nach Sizilien
- 2014: Frauen verstehen
- 2014: Kreuzfahrt ins Glück – Hochzeitsreise in die Türkei
- 2014–2015: Sturm der Liebe
- 2016: Die Bergretter
- 2016: Die Rosenheim-Cops
- 2016: Dahoam is Dahoam
- 2016: SOKO München (TV-Film/Reihe, ZDF)
- 2017: Dahoam is Dahoam (TV-Serie, BR)
- 2017–2024: Kreuzfahrt ins Glück (Fernsehreihe)
  - 2017: Kreuzfahrt ins Glück – Hochzeitsreise nach Sardinien
  - 2018: Kreuzfahrt ins Glück – Hochzeitsreise nach Norwegen
  - 2018: Kreuzfahrt ins Glück – Hochzeitsreise ins Piemont
  - 2019: Kreuzfahrt ins Glück – Hochzeitsreise auf die Kykladen
  - 2019: Kreuzfahrt ins Glück – Hochzeitsreise in die Normandie
  - 2020: Kreuzfahrt ins Glück – Hochzeitsreise nach Menorca
  - 2020: Kreuzfahrt ins Glück – Hochzeitsreise an die Ostsee
  - 2021: Kreuzfahrt ins Glück – Hochzeitsreise nach Tirol
  - 2021: Kreuzfahrt ins Glück – Hochzeitsreise in die Toskana
  - 2022: Kreuzfahrt ins Glück – Hochzeitsreise nach Kreta
  - 2023: Kreuzfahrt ins Glück – Hochzeitsreise nach Ligurien
  - 2024: Kreuzfahrt ins Glück – Hochzeitsreise nach Korsika
- 2018: Lifelines (TV-Serie, RTL)
- 2018: Inga Lindström: Das Geheimnis der Nordquists (TV-Film/Reihe, ZDF)
- 2019: Let’s Dance (TV-Show, RTL)
- 2019: Dahoam is Dahoam (TV-Serie, BR)
- 2021: Rosamunde Pilcher – Der Stoff, aus dem Träume sind (TV-Film/Reihe, ZDF)
- 2024: SOKO Donau (Fernsehserie, Folge Letzte Ausfahrt Hoffnung)
- 2024: Inga Lindström: Sag einfach ja (TV-Film/Reihe, ZDF)
- seit 2025: Die Spreewaldklinik (Fernsehserie)